# Ambitropus
Ambitropus es un género de foraminífero bentónico de la subfamilia Pseudoparrellinae, de la familia Pseudoparrellidae, de la superfamilia Discorbinelloidea, del suborden Rotaliina y del orden Rotaliida. Su especie tipo es Epistominella evax. Su rango cronoestratigráfico abarca desde el Mioceno hasta la Actualidad.

## Clasificación
Ambitropus incluye a las siguientes especies:
- Ambitropus evax
- Ambitropus thalmanni